# 9408 Haseakira
9408 Haseakira è un asteroide della fascia principale. Scoperto nel 1995, presenta un'orbita caratterizzata da un semiasse maggiore pari a 2,9518196 UA e da un'eccentricità di 0,1060231, inclinata di 3,15311° rispetto all'eclittica.
L'asteroide è dedicato al giapponese Akira Hase, professore emerito all'Università di Hiroshima.